# ريتشارد جاي كرامر
ريتشارد جاي كرامر (بالإنجليزية: Richard J. Kramer)‏ هو رائد أعمال ومحاسب وشخصية أعمال أمريكي، ولد في 30 أكتوبر 1963 في كليفلاند في الولايات المتحدة.